# Florin-Ionuț Barbu
Florin-Ionuț Barbu (n. 4 septembrie 1980, Slatina, Olt, România) este un politician român, ales deputat de Olt în 2020 din partea Partidului Social Democrat (PSD). Din 2023 este ministru al agriculturii, în guvernele Ciolacu 1 și 2, și Bolojan. 